# Patella

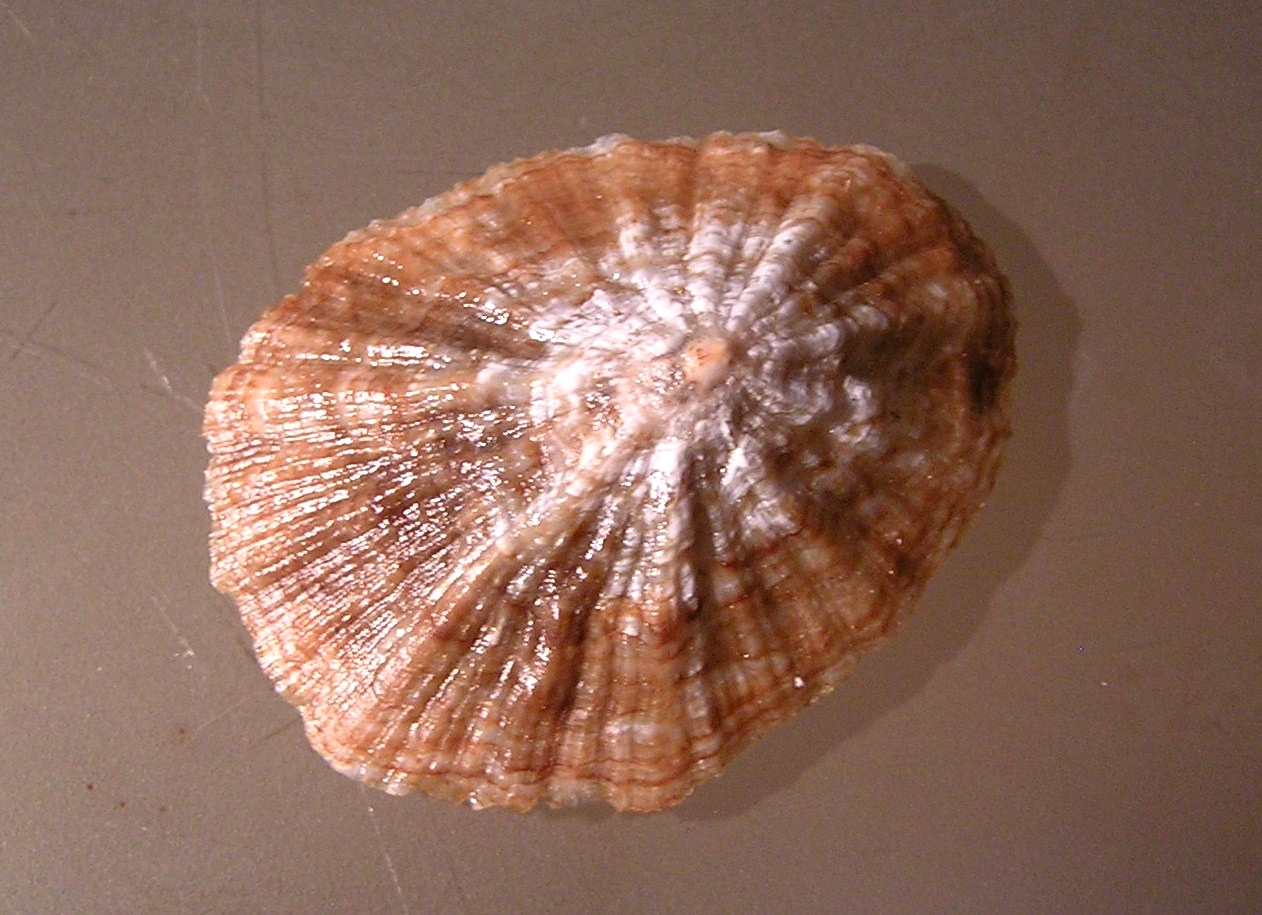
Concha de uma lapa da espécie Patella gomesii.

Patella é um género de gastrópodes marinhos da família Patellidae ao qual pertencem as espécies vulgarmente conhecidas por lapas. O género está centrado no nordeste do Oceano Atlântico (Macaronésia, costa ocidental europeia e costa magrebina) e no Mar Mediterrâneo. 
Algumas das espécies do género (as lapas) são um marisco muito apreciado nos Açores, Madeira e Canárias, onde é consumido em cru, grelhado nas respectivas conchas (as lapas grelhadas) ou em diversos tipos de confecções culinárias.

## Dentes
As lapas utilizam os seus dentes para raspar as algas que lhes servem de alimento das rochas. Um estudo de 2020 indica que os dentes deste molusco são mais fortes que a seda dos fios da aranha, que era considerado o material natural mais forte.
Os dentes de lapa são mais fortes que o kevlar, e possuem uma força que é equivalente a ter um único fio de esparguete a suportar 1.500 quilos.
A razão para a grande força dos dentes da lapa reside na sua composição química: fibras de goethite – um mineral à base de ferro – que estão dispostas numa matriz de quitina.

## Espécies
O género Patella constitui um complexo específico, variando por isso o número de espécies considerado por diferentes autores. Uma das possíveis arrumações taxonómicas inclui as seguintes espécies:
- Sub-géneroPatella Linnaeus, 1758
  - Patella aspera Röding, 1798[2] (= Patella ulyssiponensis aspera Röding, 1798);
  - Patella baudonii Drouet, 1858;[3]
  - Patella caerulea Linnaeus, 1758;[4]
  - Patella candei [d'Orbigny], 1839[5] (= Patella gomesii Drouet, 1858;[6] = Patella moreleti Drouet, 1858[7]);
  - Patella depressa Pennant, 1777 (Patella depressa é um nomen dubium,[8] sendo Patella intermedia o nome prioritário. Apesar disso, o nome Patella depressa está em uso corrente[9] e é assumido como válido[10]);
  - Patella ferruginea Gmelin, 1791;[11]
  - Patella lowei d'Orbigny, 1839;[12]
  - Patella piperata Gould, 1846;[13]
  - Patella rustica Linnaeus, 1758;[14]
  - Patella saldanhus Linnaeus, 1758;
  - Patella vulgata Linnaeus, 1758;[15]

- Sub-género Patellona Thiele in Troschel & Thiele, 1891;[16]
  - Patella canescens Gmelin, 1791;[17]
  - Patella lugubris Gmelin, 1791;[18]
  - Patella plumbea Lamarck, 1819;[19]
  - Patella adansonii Dunker, 1853;[20]

- Outros sub-géneros
  - Patella citrullus Gould, 1846;[21]
  - Patella depsta Reeve, 1855;[22]
  - Patella electrina Reeve, 1854;[23]
  - Patella mexicana Broderip, W.J. & G.B. I Sowerby, 1829;
  - Patella natalensis Krauss[24]
  - Patella rangiana Rochebrune, 1882[25]
  - Patella skelettensis Massier, 2009[26]
  - Patella swakopmundensis Massier, 2009[27]
  - Patella ulyssiponensis Gmelin, 1791 (= Patella aspera Lamarck, 1819; = Patella athletica Bean, 1844[28]
  - Patella variabilis Krauss, 1848[29]

Sinonímia
Tendo em conta que grande parte das espécies inicialmente incluídas no género Patella foram incluídas em outros géneros, gerou-se uma complexa sinonímia. A lista que se segue inclui apenas as espécies mais conhecidas que foram transferidas para diferentes géneros:
- Patella ancyloides Forbes, 1840, non J de C Sowerby, 1824 e Patella exigua W. Thompson, 1844 são sinónimos de Propilidium exiguum (W. Thompson, 1844)[30]
- Patella compressa Linnaeus, 1758 é um sinónimo de Cymbula compressa (Linnaeus, 1758)[31]
- Patella chapmani é um sinónimo de Scutellastra chapmani (Tenison-Woods, 1875)
- Patella exusta Reeve, 1854 e Patella pica Reeve, 1854 são sinónimos de Scutellastra exusta (Reeve, 1854)[32]
- Patella flexuosa Quoy & Gaimard, 1834 e Patella stellaeformis Reeve, 1842 são sinónimos de Scutellastra flexuosa (Quoy & Gaimard, 1834)[33]
- Patella granatina é um sinónimo de Cymbula granatina (Linnaeus, 1758)[34]
- Patella intermedia Murray in Knapp, 1857, é um sinónimo de Patella depressa Pennant, 1777[10]
- Patella kermadecensis é um sinónimo de Scutellastra kermadecensis (Pilsbry, 1894)
- Patella laticostata é um sinónimo de Scutellastra laticostata (Blainville, 1825)
- Patella miniata Born, 1778 e Patella sanguinans Reeve, 1854 são sinónimos de Cymbula miniata (Born, 1778)[35]
- Patella nigra da Costa, 1771 e Patella safiana Lamarck são sinónimos de Cymbula nigra (da Costa, 1771)[36]
- Patella oculus é um sinónimo de Cymbula oculus (Born, 1778)[37]
- Patella parva Montagu, 1803 é um sinónimo de Tectura virginea (O.F. Müller, 1776)[38]
- Patella pectinata Born, 1780 é um sinónimo de Siphonaria pectinata (Linnaeus, 1758)[39]
- Patella peronii é um sinónimo de Scutellastra peronii (Blainville, 1825)
- Patella tucopiana é um sinónimo de Scutellastra tucopiana Powell, 1925